# Обыкновенная газель
Обыкновенная газель (Gazella gazella) — вид газелей семейства полорогих, обитающий в Аравии, Израиле и Ливане.

## Описание
Длина тела составляет от 98 до 115 см, вес — от 16 до 29,5 кг. Самцы крупнее в среднем на 10 см и немного тяжелее самок. Хвост длиной от 8 до 13 см. Рога самцов длиной от 22 до 29 см, рога самок длиной от 6 до 12 см.
Туловище газели тонкое с длинной шеей и длинными ногами. Шерсть на спине и по бокам тела тёмно-коричневого окраса. Брюхо, внутренняя сторона конечностей и задняя часть тела белого цвета. Часто эти две области разделяет отчётливая тёмная полоса. Характерным признаком вида являются две вертикальные белые полосы на морде, проходящие от рогов через глаза к области носа.

## Распространение
Раньше вид имел широкий ареал и охватывал территорию Аравийского и Синайского полуостровов. В настоящее время обыкновенная газель обитает преимущественно в Израиле, Саудовской Аравии, Омане, в Объединённых Арабских Эмиратах и Йемене.
Вид держится преимущественно в полупустынях и пустынях, изредка посещая открытые леса. Ландшафт представляет собой часто низкие скалистые горы. Газель обитает также в прибрежных песчаных дюнах и на плоскогорьях. В области распространения вида температура окружающей среды варьирует от минус нескольких градусов до плюс 45 °C.

## Образ жизни
Газели активны преимущественно утром и поздним вечером. В густонаселённых людьми регионах животные активны также ночью. В самые жаркие дневные часы животные отдыхают, укрывшись в защищённом месте. Питание состоит чаще из трав и травянистых растений, а также из листьев кустов и деревьев. В засушливых областях газели копают землю в поисках луковиц и клубней.

## Размножение
Доминантные самцы ведут чаще одиночный образ жизни на своей территории, защищая её от других самцов. Самка и подрастающее поколение образуют временные или постоянные группы численностью от 3 до 8 голов. Молодые самцы объединяются в холостяцкие группы. Встреча двух взрослых самцов сопровождается демонстрацией силы, после чего более слабый самец отступает. Редко дело доходит до борьбы, во время которой животные получают увечья.
В зависимости от области распространения спаривание происходит круглый год, или только в период с начала весны до начала лета. Беременность длится примерно 180 дней. Самка рождает чаще одного детёныша. Накануне этого события она уединяется от своей группы. Уже вскоре после рождения детёныши встают на ноги, оставаясь, однако, в течение первых недель в охраняемом матерью убежище. Мать с детёнышем совершают короткие прогулки и примерно через 2 месяца они присоединяются к группе. Примерно через 4 месяца детёныш отлучается от кормления. Самки остаются чаще в группе матери, а самцы покидают её примерно через 6 месяцев. Половая зрелость наступает у самок в возрасте 12, у самцов в возрасте примерно 20 месяцев. Тем не менее, первое успешное спаривание происходит только на втором году жизни (у самки) или через 3 года (у самца), после появления своего собственного участка.
Продолжительность жизни в неволе составляет около 13 лет, в природе — 8 лет.

## Подвиды
Выделяют 6 — 7 подвидов обыкновенной газели, которые в настоящее время некоторыми исследователями выделяются в самостоятельные виды:
- Gazella gazella gazella Pallas, 1766 (= Gazella gazella) — Палестинская газель[6], или горная газель[6], номинативный подвид, в Израиле и Ливане. Популяция насчитывает около 3000 особей. Истреблён в Сирии, Иордании и Египте.
- Gazella gazella acaciae Mendelssohn, Groves et Shalmon, 1997 (= Gazella acaciae) — Акациевая газель[6], на юге Израиля. Эта реликтовая популяция, попавшая в изоляцию в конце ледникового периода в долине Арава севернее Эйлата. В 1950-е годы здесь жило несколько сотен газелей на территории площадью 7,5 км². Водоотведение в долине привело к массовой гибели животных. В настоящее время здесь живёт около двадцати особей.
- Gazella gazella cora C. H. Smith, 1827 (= Gazella cora) — Аравийская газель[6], или пустынная газель[6], обитает в Омане и Саудовской Аравии. Вымер в Йемене. Популяция насчитывает 10 000 особей, из них 90 % в Омане.
- Gazella gazella dareshurii[8] Karami et Groves, 1993 (= Gazella dareshurii) — Газель острова Фаррур[6], эндемик острова Фаррур[англ.] (Farrur) в Персидском заливе.

- Gazella gazella erlangeri Neumann, 1906 (= Gazella erlangeri) — Газель Неймана[6], встречается на крайнем юге Аравийского полуострова вдоль побережья Красного моря на территории Йемена и прилегающих районов юго-запада Саудовской Аравии; включает форму hanishi — Газель острова Ханиш[6], распространённую только на острове Аль-Ханиш-аль-Кабир (архипелаг Ханиш) на юге Красного моря. При выделении газели Неймана в отдельный вид G. erlangeri в его состав в качестве подвидов включают формы hanishi и farasani.
- Gazella gazella farasani Thoulless et al Basari, 1991 (= Gazella erlangeri farasani) — Газель Фаразанских островов[6], живёт только на островах Фарасан в Красном море. Популяция насчитывает около 1000 особей.
- Gazella gazella muscatensis Brooke, 1874 (= Gazella muscatensis) — Маскатская газель[6], обитает на севере оманской пустыни. Численность популяции насчитывает менее ста особей.